# Al Di Meola
Al Laurence Di Meola (n. 22 iulie 1954, Jersey City, New Jersey, SUA) este un chitarist de jazz, jazz-rock, jazz-fusion american, de origine italiană. Unul dintre marii tehnicieni ai chitarei, comparabil cu John McLaughlin, ca tehnică și cu Carlos Santana,  ca sursă de inspirație.
A cântat cu formația Chick Corea în anii de studenție la Berklee Colege of Music, Boston (1974-1976).  A câștigat de patru ori titlul celui mai bun chitarist de jazz la Guitar Player Magazine's Reader Poll. Criticii muzicali menționează că puțini dintre chitariștii lumii au revoluționat atât de mult stilul interepretativ la chitară ca Al di Meola. A cântat în orchestră cu Stanley Clark, Ian Hammer, Paul Simon, John McLaughlin și Paco de Lucia. Câteva dintre albumele sale reprezintă culmi neîntrecute ale stilului foarte elegant, extrem de tehnic, de sorginte latino-americană și spaniolă: "Elegant Gipsy"(1971), "Casino" (1978), "Splendido Hotel" (1980).

## Discografie
- Land of the Midnight Sun (1976)
- Elegant Gypsy (1977)
- Casino (1978)
- Splendido Hotel (1980)
- Electric Rendezvous (1981)
- Tour De Force - Live (1982)
- Scenario (1983)
- Cielo e Terra (1985)
- Soaring Through a Dream (1985)
- Tirami Su (1987)
- Kiss My Axe (1991)
- World Sinfonia (1991)
- The Best of Al Di Meola - The Manhattan Years (1992)
- World Sinfonia II - Heart of the Immigrants (1993)
- Orange and Blue (1994)
- Al Di Meola Plays Piazzolla (1996)
- The Infinite Desire (1998)
- Christmas: Winter Nights (1999)
- World Sinfonía III - The Grande Passion (2000)
- Flesh on Flesh (2002)
- Al Di Meola Revisited (2003)
- Vocal Rendezvous (2006)
- Consequence of Chaos (2006)
- Diabolic Inventions And Seduction For Solo Guitar (2006)
- Pursuit of Radical Rhapsody (2011)